# TV新秀爭霸站
《TV新秀爭霸站》是中華電視公司（華視）的一個綜藝節目，1988年7月9日開播，製作人是張小燕，主持人是曹蘭、湯志偉，播出時間是每週六12時10分至13時40分。開播時節目名稱是《青春大對抗》，1989年2月改名《TV新秀爭霸站》。
《TV新秀爭霸站》是一個提供青少年表演才藝並培養電視藝人的綜藝節目，也是台灣電視史上發掘新人最多的綜藝節目之一。《TV新秀爭霸站》開播時，助理主持人是6人女子團體小貓隊；為了與小貓隊性別平衡，開麗創意組合公開徵選男助理主持人3人，選出吳奇隆、陳志朋與蘇有朋組成3人男子團體小虎隊加入助理主持人行列。
1990年7月15日，《TV新秀爭霸站》改名《青春爭霸站》，並跳槽台視播出，但與華視有簽合約的湯志偉沒有隨之跳槽。